# El día que no nací
El día que no nací que tiene el título alternativo de Das Lied in mir es una película coproducción de Alemania y Argentina filmada en colores dirigida por Florian Micoud Cossen sobre su propio guion escrito en colaboración con Elena von Saucken que se estrenó el 10 de febrero de 2011 en Alemania y que tuvo como actores principales a Jessica Schwarz, Michael Gwisdek, Rafael Ferro y Beatriz Spelzini.

## Sinopsis
Durante una escala en Buenos Aires rumbo a Chile, María, de 31 años, comienza a tener recuerdos en esta ciudad que no conoce y descubre que quienes creía sus padres biológicos la habían adoptado en Argentina.

## Reparto
Intervinieron en la película los siguientes intérpretes:
- Jessica Schwarz	...	Maria Falkenmayer
- Michael Gwisdek	...	Anton Falkenmayer
- Rafael Ferro	...	Alejandro
- Beatriz Spelzini	...	Estela
- Carlos Portaluppi

## Críticas
Jon Frosch en Hollywood Reporter opinó:

”…es una de esas películas apacibles que llegan de ningún lugar y te dejan sin aliento…devastador filme, calibrado magistralmente por el director debutante de 31 años Florian Cossen…con una historia atrapante que combina temas personales e históricos, enhebrados con un trabajo de cámara dinámico y sensible. …El misterio inicial…de su adopción…desaparece con prontitud y emergen gradualmente sus circunstancias….y la película se centra en la fragmentación del sentido de identidad de la protagonista que sigue a su descubrimiento, y su reconstrucción a medida que busca a sus parientes de sangre y trata de saber de dónde proviene….Cossen filmó con un estilo fluido y realista para reflejar la tenacidad de un personaje buscando sus raíces en un país que era, al mismo tiempo, totalmente nuevo y misteriosamente familiar."